# Godalla - Sèrie 1973
Godalla, és una obra litogràfica de l’artista català Joan Miró (1893-1983), publicada per l’antiga editorial barcelonina Polígrafa, juntament amb altres peces de l’artista com El Fogainer, formant així el que es coneix com a Sèrie 1973. L’obra forma part actualment de la col·lecció del Cercle Artístic Sant Lluc, des de 1975, quan la peça va ser cedida per part de l’editorial, en nom de l'artista.

## Descripció de l'obra
L’obra, datada en 1973, se situa en un període on Miró porta a la pràctica un dels seus últims i més distingits estils, marcats per la simplicitat d’unes formes que fan al·lusió normalment al cel, a la terra, als ocells i a la dona, i així mateix, donant protagonisme als tres colors primaris i el negre. La peça, que juga entre l’abstracció i la figuració, és una composició de taques de colors i de formes més o menys geomètriques, on observem que el color s'anteposa a les formes i els signes que conformen l’obra, i que totes les figures es combinen amb taques i esquitxades de pintures, un tipus de tècnica que correspon a aquesta última etapa estilística del pintor català. Francisco González Rodríguez, en el catàleg de l'exposició Joan Miró 1956-1983 Sentiment, emoció, gest, portada a terme per la Fundació Joan Miró, defineix aquesta etapa com «una doble línia d'actuació: pinta obres molt delicades i subtils que es contraposen a un tipus de peces més dramàtiques i agressives en què el negre és el veritable protagonista».
La composició de la peça, està principalment distribuïda a partir de diverses taques gruixudes de colors, on predominen el negre, el vermell i el blau. Entre la diversitat d’elements, es distingeixen les formes de dues mans de color negre, a la part de sota de l’obra, col·locades cadascuna a esquerra i dreta, respectivament. Un altre element que podem identificar, és una estrella feta a partir de línies que s'uneixen al mig, situada a la part dreta de la composició, just a sota de la gran taca vermella del mateix costat. Aquest disseny, es casi un emblema de l’artista, ja que serà un signe molt reiterat en les seves obres, especialment en aquesta última etapa del pintor, com per exemple observem en L’or de l’azur (1967) o Poema III (1968), entre moltes altres. El fet que es trobi aquest element estel·lar, podria ser un indicador de què el gran ítem de color blau, situat a dalt a l'esquerra, es tractés d’una lluna en fase quart minvant, un tipus de figura, de nou, força habitual en Miró, on ens tornem a trobar al·lusions relacionades amb el cel.

## Miró i El Cercle Artístic Sant Lluc

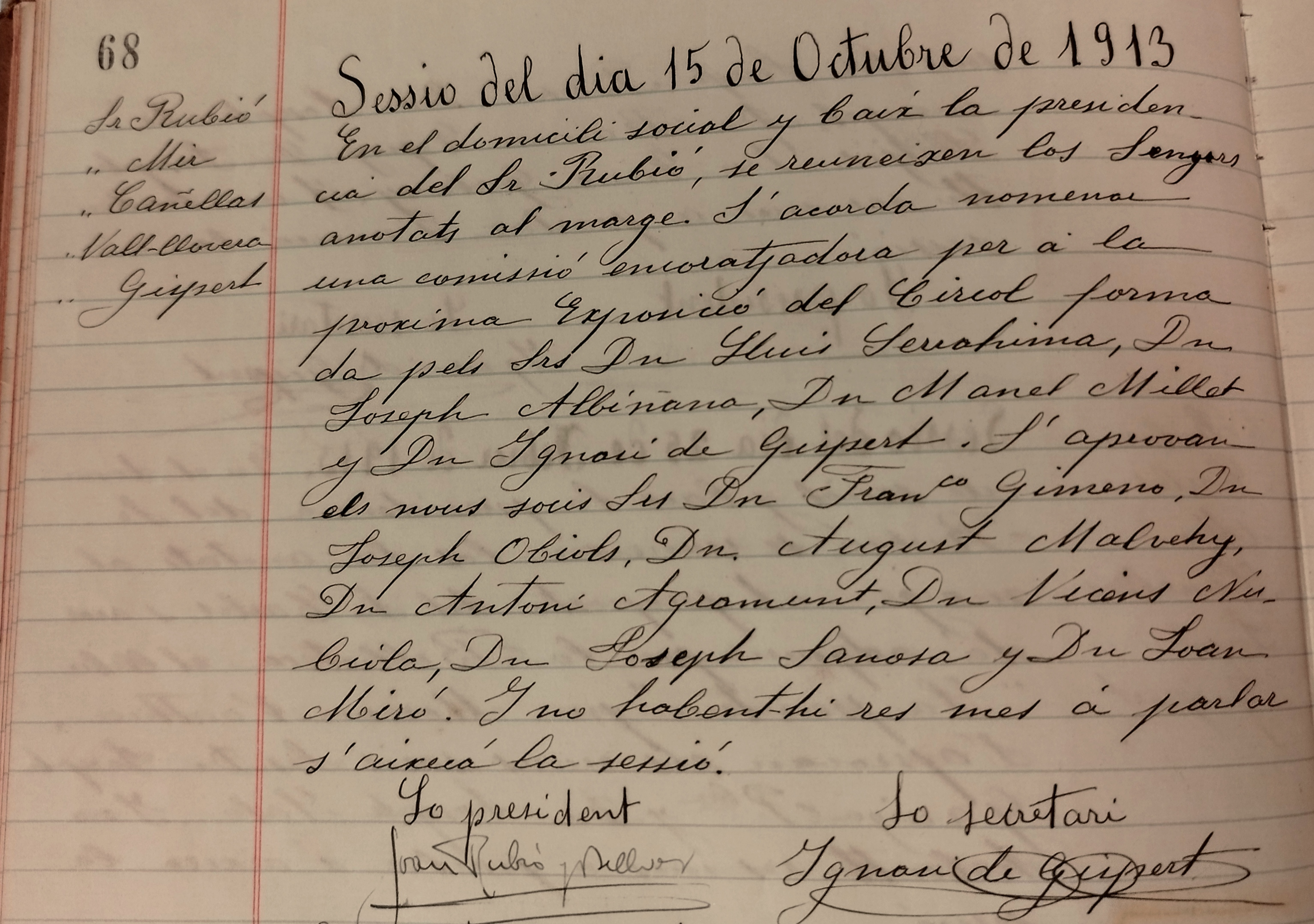
Acord admissió de Joan Miró com a membre del Cercle Artistic de Sant Lluc el 15 d'octubre de 1913.

Joan Miró ingressa al Cercle Artístic Sant Lluc, el 15 d’octubre del 1913, una època en la qual el pintor comença a adquirir una autonomia artística. Sant Lluc va suposar per a Miró, una etapa important d'aprenentatge, pel que fa al dibuix, ja que com ens diu la historiadora de l’art Pilar Parcerisas: «Alli dibuixa models del natural, al costat d'altres artistes reconeguts, entre els quals destaca el yell Gaudi. Aqui s'enfrontara amb el nu i la figura humana la qual tractara primerament des d'un expressionisme vital -contorns ennegrits, contrast de llums i ombres-, per tal de trobar un volum a partir de corbes dures i ondulants, tractament que anira deixant, de mica en mica, fins que no troba una linia mes pura i neta, ja cap al 1917, sense abandonar la passio pel joc de volums».
Miró, va tenir un compromís molt important amb Sant Lluc. Va participar i, fins i tot, promoure, molts dels projectes que van fomentar en Catalunya, els nous corrents artístics de principis del segle xx, com per exemple, l'Agrupació Courbet, on diferents artistes joves com Miró, Olga Sacharoff, Rafael Sala, entre d'altres, van proposar la renovació del corrent noucentista, basada en el pintor realista Courbet. L’Agrupació va fer una exposició a Sant Lluc en 1918, el mateix any que es funda l’Agrupació, i on Miró va presentar quatre teles com, La casa de la palmera avui al Museu Reina Sofia, o L’hort de l’ase avui al Moderna Museet.
A partir de la seva obra, Miró també va contribuir en altres esdeveniments de l’entitat, com per exemple dissenyant moltes de les portades dels catàlegs del Premi Internacional de Dibuix Joan Miró (1962- 1975), un concurs de dibuix promogut per una altra agrupació de Sant Lluc, que com homenatge a un dels més destacats socis de l'entitat, van designar el títol del premi amb el nom de l'artista. A tot això se suma que, als anys setanta, Miró dona algunes litografies a Sant Lluc, amb el fi de què el Cercle pugui fer front a una crisi econòmica, posant a la venda aquestes peces. És en aquests anys, concretament al 75, quan Manuel de Muga, director de La Polígrafa, dona en nom de Miró aquesta obra, Godalla-Sèrie 1973, i passa a formar part de la col·lecció d’art del Cercle Artístic Sant Lluc, avui dia exposada a la seva Sala Social.